# Френк Гилбрет
Френк Гилбрет (енгл. Frank Bunker Gilbreth; Ферфилд, 7. јул 1868 — Монтклер, 14. јун 1924) је био рани представник научног менаџмента. У индустријском инжењерству и менаџменту је постао значајан по томе што је 1911. године развио, а 1917. године унапредио студију покрета (motion study). Идеје је пронашао у радовима Чарлса Бебиџа и нарочито Фредерика Тејлора, чији је био један од највернијих следбеника.

## Гилбретова студија покрета
Гилбрет је провео три године проучавајући покрете зидара, да би открио како просечан мајстор у току градње направи око 30 покрета. У ту сврху је користио филмску камеру и микрохронометар, специјалан уређај за мерење времена потребног да се обаве одређене радне операције. По Гилбрету, многи од покрета зидара у току зидања су били непотребни. Применом првог Тејлоровог принципа, он је развио праву науку по којој зидар може да зида и са 18 покрета уколико се скеле са циглом и малтером поставе тако да зидар не мора много да се сагиње. Нешто касније је увео иновације са подизањем скела, специфичним начином достављања цигле и малтера и пружањем одговарајућих асистенција од помоћника, при чему би се број покрета могао смањити са 4 на 5. Гилбрет је израчунао да би са том иновацијом дошло до раста продуктивности зидара са 1.000 на 2.700 уграђених цигли у току дана, без већих физичких напора. Применом осталих принципа, менаџери су могли да бирају оне раднике који ће ово прихватити, које ће они обучити да раде на нов начин и, сагласно томе, који ће имати много веће плате. Нешто касније, са својом супругом Лилијан Гилбрет, радио је на проналажењу начина за смањивање замора, бољем протоку рада, бржем напредовању и слично.

## Сарадња са Фредериком Тејлором
Гилбрет није приступио Тејлору као почетник, већ пре као неко ко је имао пуно да подучи и да научи. Ускоро је доказао своју корисност за покрет научног менаџмента, који је тада био у зачетку. Док је Станфорд Томпсон, Тејлоров експерт за студију времена, добио задатак да представи студију времена за брзину рада на градилиштима, Гилбрет је спровео систематичне експерименте студије покрета на зидарима и ускоро је тврдио да је смањио њихове покрете са осамнаест на чак само четири. Импресионирао је Тејлора, који је укључио Гилбретов рад у Принципе научног менаџмента (1911) и искористио Гилбретова достигнућа у постављаљу цигли да прикаже ефикасност технике штоперице, коју је он називао „каменом темељцем“ научног менаџмента.
Па ипак, чак и тада је долазило до повремених мимоилажења међу њима. Најозбиљнији проблем се јавио кад су зидари у Гарднеру, Масачусетс у мају 1908. и у Глен Фолсу, Њујорк у марту 1911. године успешно организовали штрајк на Гилбретовим градилиштима. Тејлор, мислећи да је Гилбрет проузроковао штрајк у Гарднеру својим пожуривањем процеса увођења промена, наредио је Станфорду Томпсону да више не предузима било какав посао за Гилберта.
Када се Гилберт суочио са банкротом за време страшне кризе у грађевинској индустрији 1911–1912. и одлучио се да се у потпуности посвети тејлоризму и студији покрета, тиме је добио неке поене код Тејлора. Догађаји као што су Луј Брендисова промоција научног менаџмента у случају Истерн Рејтса 1910. године и штрајк Вотертаун Арсенала из 1911. године, скренули су пажњу јавности на тејлоризам и убрзали антагонизам радничких синдиката. Да би одбранио свог ментора, Гилбрет је учествовао у дебатама против вођа синдиката и организовао Друштво за промовисање научног менаџмента.
Његова жена Лилијан Гилбрет, која је завршавала докторски рад из психологије, тада је постала његов активни партнер. Лилијан Гилбрет је написала Предност научног манаџмента (објављен под Френковим именом!) и Психологију менаџмента. Оба дела су заступала становиште да је тејлоризам једина метода у менаџменту која одговара здрављу и развоју радника.